# 30C busz (Zalaegerszeg)
A zalaegerszegi 30C jelzésű autóbusz az Autóbusz-állomás és Tungsram (GE Hungary) között közlekedik. A vonalat a Volánbusz üzemelteti.

## Útvonala
| Tungsram (GE Hungary) felé                                                                                                | Autóbusz-állomás |
| --- | --- |
| Autóbusz-állomás vá. – Balatoni út – Kazinczy tér – Mártírok útja – Göcseji út – Alsóerdei út – Tungsram (GE Hungary) vá. | Tungsram (GE Hungary) vá. – Alsóerdei út – Göcseji út – Hunyadi János utca – Kosztolányi Dezső utca – Kovács Károly tér – Balatoni út – Autóbusz-állomás vá. |

## Megállóhelyei
| 0  | Autóbusz-állomás végállomás                      | 10 | 1A, 2, 2A, 2Y, 5, 5C, 5Y, 9E, 10E, 24, 26, 30, 30A, 41, C5     |
| 2  | Kazinczy tér                                     | ∫  | 1, 1A, 1E, 1U, 1Y, 10, 10C, 10E, 10Y, 24, 26, 30, C2           |
| 5  | Mártírok útja (Ady iskola)                       | ∫  | 8C, 8E, 30                                                     |
| ∫  | Hunyadi utca                                     | 5  | 1, 1E, 1U, 1Y, 3, 3Y, 5U, 8, 9U, 10, 10C, 10Y, 26, 30, 30A, 41 |
| 6  | Városi fürdő (Mártírok útja) (↓) Éva presszó (↑) | 3  | 8, 8E, 10, 10C, 10Y, 11, 11A, 11Y, 26, 30, 30A, 48, C1, C2, C4 |
| 7  | Köztemető (Göcseji út)                           | 2  | 10, 10C, 10E, 11, 11A, 30, 30A, 48                             |
| 8  | Göcseji úti ABC                                  | ∫  | 11, 11A, 30, 48                                                |
| 10 | Tungsram (GE Hungary) végállomás                 | 11 | 10Y, 11Y, 30A, C1, C2, C4                                      |